# Regional Mexican Albums
Regional Mexican Albums es una lista de registros de géneros específicos publicada semanalmente por la revista Billboard en los Estados Unidos. La lista se estableció en junio de 1985 y originalmente enumeraba los veinticinco álbumes más vendidos de mariachi, tejano, norteño y grupero, que son subgéneros de la música música regional mexicana.  Los musicólogos consideran que el género es "el género de música latina de mayor venta en los Estados Unidos", y representó el género latino de más rápido crecimiento en los Estados Unidos después de que la música tejana ingresara al mercado principal durante su época dorada de la década de 1990. Originalmente, Billboard basó su metodología en las encuestas de ventas que envió a las tiendas de discos en los Estados Unidos y en 1991 comenzó a monitorear los puntos de venta recopilados de Nielsen Soundscan. Desde entonces, musicólogos y críticos han criticado los datos de ventas compilados por Nielsen, encontrando que la compañía solo proporciona ventas de cadenas de música más grandes que de tiendas pequeñas que se especializan en música latina, donde se genera la mayoría de las ventas de música latina. La revista decidió clasificar las grabaciones de música latina en agosto de 1970 bajo el título Hot Latin LP, que solo clasificó los álbumes latinos más vendidos en Los Ángeles (pop) y la costa este (salsa). Antes del inicio de la lista, el único éxito de la lista de músicos era la sección de LP latinos de Texas (anteriormente LP latino de San Antonio) donde la música regional mexicana era más prominente. A partir de noviembre de 1993, Billboard bajó la clasificación de veinticinco a quince posiciones en sus listas de géneros latinos específicos, mientras que Top Latin Albums se expandió a cincuenta títulos.  Desde julio de 2001 hasta abril de 2005, la lista aumentó a veinte títulos y luego volvió a bajar a quince títulos.   Desde 2009, la lista de álbumes regionales mexicanos enumera los veinte álbumes más vendidos según los datos de ventas recopilados por Nielsen SoundScan. 
El primer álbum en alcanzar el número uno fue Jaula de Oro de Los Tigres del Norte en junio de 1984. En 1994, Amor Prohibido de Selena debutó y alcanzó el puesto número uno en tres años calendario diferentes (1994-1996), convirtiéndose en el primer artista en hacerlo. Amor Prohibido actualmente tiene el récord de más semanas en el número uno, con 96 semanas no consecutivas. Jenni Rivera es el acto femenino con más números uno en nueve en la lista de Regional Mexican Albums. El álbum número uno actual en la lista es Mi vida mi muerte del Riaton Vega.

## Álbumes más vendidos de fin de año
Según la RIAA, los álbumes que contienen más del 50% de contenido en español reciben certificaciones de oro (Disco de Oro) para envíos a EEUU de 100.000 unidades; platino (Disco de Platino) por 200.000 y multiplatino (Multi-Platino) por 400.000 y siguiendo en incrementos de 200.000 a partir de entonces.  En la siguiente tabla, las certificaciones que se muestran son estándar como cualquier lanzamiento de álbum en Estados Unidos: certificación de oro por ventas de 500,000 copias; platino, por un millón de unidades, y multiplatino por más de un millón vendido.
| Year | Artist                                 | Album                                            | Label                  | RIAA certification  |
| ---- | -------------------------------------- | ------------------------------------------------ | ---------------------- | ------------------- |
| 1986 | Los Bukis                              | A dónde vas                                      | Profono                |                     |
| 1987 | Los Bukis                              | Me volví a acordar de ti                         | Laser Records          |                     |
| 1988 | Los Bukis                              | Si me recuerdas                                  |                        |                     |
| 1989 | Grupo Bronco                           | Un golpe más                                     | Fonovisa Records       |                     |
| 1990 | Grupo Bronco                           | A todo galope                                    | Fonovisa Records       |                     |
| 1991 | Grupo Bronco                           | Amigo                                            | Fonovisa Records       |                     |
| 1992 | La Mafia                               | Estas tocando fuego                              | Sony Discos            |                     |
| 1993 | Selena                                 | Entre a Mi Mundo                                 | EMI Latin              | 6× Platinum         |
| 1994 | Selena                                 | Amor Prohibido                                   | EMI Latin              | 2× Platinum         |
| 1995 | Selena                                 | Amor Prohibido                                   | EMI Latin              | 2× Platinum         |
| 1996 | Selena                                 | Amor Prohibido                                   | EMI Latin              | 2× Platinum         |
| 1997 | Grupo Límite                           | Partiéndome el alma                              | Universal Music Latino | Gold                |
| 1998 | Selena                                 | Anthology                                        | EMI Latin              |                     |
| 1999 | Selena                                 | All My Hits Vol.1                                | EMI Latin              | Gold                |
| 2000 | Los Temerarios                         | En la madrugada se fue                           | Fonovisa               | Platinum            |
| 2001 | Vicente Fernández                      | Historia de un ídolo, vol. 1                     | Sony Music Latin       | Gold                |
| 2002 | Los Temerarios                         | Una lágrima no basta                             | Fonovisa               | Gold                |
| 2003 | Los Tigres del Norte                   | Herencia musical: 20 corridos inolvidables       | Fonovisa               |                     |
| 2004 | Grupo Climax                           | Za, za, za                                       | Balboa                 |                     |
| 2005 | Grupo Montéz de Durango                | Y Sigue La Mata Dando                            | Disa Records           |                     |
| 2006 | Grupo Montéz de Durango                | Borrón y Cuenta Nueva                            | Disa Records           |                     |
| 2007 | Vicente Fernández                      | Historia de un ídolo, ol. 1                      | Sony Music Latin       | Gold                |
| 2008 | Vicente Fernández                      | Para siempre                                     | Sony Music Latin       | 5× Platinum (Latin) |
| 2009 | El Trono de México                     | Almas gemelas                                    | Fonovisa               |                     |
| 2010 | Jenni Rivera                           | La Gran Señora                                   | Fonovisa               | Platinum (Latin)    |
| 2011 | Los Bukis                              | 35 aniversario                                   | Fonovisa               |                     |
| 2012 | 3Ball MTY                              | Inténtalo                                        | Universal Music Latino |                     |
| 2013 | Jenni Rivera                           | La Misma Gran Señora                             | Fonovisa               | 2× Platinum (Latin) |
| 2014 | Jenni Rivera                           | 1969 - Siempre, En Vivo Desde Monterrey, Parte 1 | Fonovisa               | Platinum (Latin)    |
| 2015 | Gerardo Ortiz                          | Hoy Más Fuerte                                   | Sony Music Latin       |                     |
| 2016 | Los Plebes del Rancho de Ariel Camacho | Recuerden mi estiló                              | DEL Records            |                     |
| 2018 | Christian Nodal                        | Me dejé llevar                                   | Universal              |                     |
| 2019 | Christian Nodal                        | Me dejé llevar                                   | Universal              |                     |
| 2020 | Natanael Cano                          | Corridos tumbados                                | Rancho Humilde         |                     |
| 2021 | Eslabón Armado                         | Corta Venas                                      | DEL Records            |                     |
| 2022 | Eslabón Armado                         | Corta Venas                                      | DEL Records            |                     |